# Филц
Филц је неткани материјал који се добија пресовањем влакана животињског порекла. Док су неки типови филца веома мекани, неки су довољно јаки да могу бити употребљавани као грађевински материјал. Може бити било које боје, величине и облика. 
Филц је један је од најстаријих материјала познатих човеку. Технологија израде је старија од ткања и плетења, али филц још увек праве номадски народи у Централној и северним деловима Источне Азије, где се користи за ћебад, шаторе и одећу; неки од тих производа су традиционални, као што је јурта, док су неки прављени специјално за продају туристима, нпр. украшене папуче. У Западном свету, филц има широку употребу у примењеним уметностима, нарочито у дизајну текстила, где је веома цењен као еколошки текстил. Филц је битан део графичке пресе, и служи како да пренесе притисак ваљка на већу површину, тако и да притиском деформише папир за потребе дубоке штампе.

## Процес настанка
Филц настаје техником која се заснива на својству да услед механичког и топлотног деловања, влажно платно уз помоћ сапуна се међусобно уплете у чврсту структуру. 
Наиме, чисто влакно животињског порекла, вуна, се доноси балирано у погоне за прављење филца. Висококвалитетна бела вуна се увек чува одвојена од мање квалитетне или рециклиране вуне. Различите врсте вунених влакана се мешају у зависности од типа филца који се прави. У индустријској преради, ротирајући ваљци чешљају влакно, поравнавајући је у фине слојеве. За разлику од осталих техника које праве друге врсте платна, код филцовања вуна се не преде у нит, већ након што се формирају слојеви жељене дебљине, исти се прекривају влажним платном како би се водена пара задржала у материјалу. Термичком обрадом, односно упаравањем материјала, издваја се слојевита структура која ће се густо испреплитати током компресовања између осцилаторних плоча. При високој температури, притиску, у присуству влаге и непрестаног кретања, платно постаје трајно испреплетено, односно филцовано. Захваљујући грађи вунене нити, које је прекривена крљушти сличној рибљој, влакна се у том поступку ваљања чврсто међусобно испреплићу, запињу и уплићу. На крају се добије густ и нераскидив материјал – филц.
Понекад, за додатну чврстину филца која је потребна за поједине употребе, добијен материјал се након тога намочи у врућој води и додатно компресује између ваљака.
Након тога следи фини део, односно секу се неравни крајеви, филц се суши и пролази кроз једну врсту пресовања како би се осигурала једнака дебљина новонасталог материјала. Коначно, филц се урола и пакује и као такав је спреман за дистрибуцију.

## Врсте филца
Нечисти вунени филц садржи најмање 30% вуне, иначе платно тешко може остати јединствена целина. Чисти вештачки филц није настао процесом ваљања уопште, већ је, заправо, сашивен.
Шивење филца је процес настајања вештачког филца, са мање од 30% вуне. Тај филц најчешће настаје ручним радом, те се може набавити у релативно малим количинама. С друге стране, постоји и индустријска производња оваквог филца, помоћу машине са великим бројем малих иглица. Те иглице су специјално направљене тако да имају зарез на врху који омогућава узимање влакна са врха материјала и његово запетљавање са остатком.

## Примена
Филц има широку примену, од ручно прављених поклона, тепиха, шешира, обуће, све до аутомобилске индустрије. Филц се често користи као саставни део музичких инструмената: клавирски чекићи су филцом обложени око дрвеног језгра, филц се такође користи код бубњева, ради заштите од пуцања чинеле и помажући да произведе чист звук, као и испод тастера на хармоници за контролу буке и мекши додир, као и многе друге сврхе.
- Шешир од филца
- Зепе од филца
- Клавирски чекићи
- Чинеле расклопљене на делове.
- Фино сечени комади филца.